# Петър Завоев
Петър Иванов Попов Завоев е български журналист, писател и изследовател. Използва псевдоними като Ашик Али, Блаженко, Бодил, д-р Жилов, Канкардаш, Гаврил Лесновски, Отец Онуфрий, Пиерро, Прохор Пчински, Сиври синек, П. Сладкодумов, Хаджи Еремия, Dixi и други.

## Биография
Роден е на 20 юни 1880 година в град Щип, Македония. Първоначално учи в родния си град, а по-късно завършва Солунската българска мъжка гимназия. След 1900 година Петър Завоев е журналист в България, живее предимно в Пловдив и София.
Завоев е редактор на хумористични и информационни издания – вестниците „Пловдивска поща“ (1903-1904) и „Бодил“ (1905) и списание „Нов свят“ (1904).
В 1905 година той е един от инициаторите за образуване на журналистическо дружество в София. Учредителното събранието се състои в пивница „Сан Стефано“, на площад „Трапезица“. След няколко събрания на 27 ноември 1905 година е приет уставът и е избрано първото настоятелство. На това събрание присъстват Сава Илчов, Иван Коларов, Иван Павлов Костов, Христо Абрашев, Христо Силянов, Петър Завоев, Димитър Константинов, Иван Недев, Александър Кипров, Стоян Власаков и Лазар Пулиев-Дядката, който е избран за председател.
След Младотурската революция Петър Завоев е специален пратеник в Македония на вестник „Българска независимост“ (1908), чийто редактор е Трифон Кунев. В този период издава списание „Македонска звезда“ (1909 – 1910) и вестник „Стрела“ (1911–1914).
Колегата му от „Българска независимост“ Петър Карчев пише за него:
| „ | Завоев, макар и да не е човек със солидно образование, е вестникар с хубав стил. Той се е проявявал и като добър писател. Някои от неговите разкази, разпръстнати из вестници и списания, имат несъмнени качества на издържани литературни творби. Между другите си литературни трудове той е автор и на един роман – „Старата круша“, в който обаче безуспешно се е помъчил да издигне един факт на кръвосмесителство между брат и сестра до размерите на проблем с философско-психологическа дълбочина. | “ |

По време на Балканската война в 1912 – 1913 година служи като куриер в нестроевата рота на 12-а лозенградска дружина на Македоно-одринското опълчение. След окупацията на Вардарска Македония от България по време на Първата световна война в 1915 година се завръща в Македония. След войната е сред редакторите на вестник „Ново време“ (1919 – 1923).
Участва като делегат от Щипското благотворително братство в обединителния конгрес на Македонската федеративна организация и Съюза на македонските емигрантски организации от януари 1923 година. Същата година е един от основателите на Македонския научен институт и председател на Щипското благотворително братство. С фейлетони, разкази, критики, историко-географски и етнографски бележки сътрудничи в много хумористични и други издания – вестниците „Македония“, „Литературен глас“, „Мир“, „Щурец“, „Заря“, „Обзор“, списанията „Македонски преглед“, „Родина“ и други.
След 1944 година Петър Завоев е преследван от властите. В периода 1949–1953 година е изселен в Ловеч.
Умира в 1969 година в София.

## Творчество
Публицистичното и научно творчество на Завоев е свързано с бита, настоящето и миналото на българите в Македония и най-вече – с родния му край, Щипско. Неговите литературни творби – романът „Кривата круша“ (1908), сборникът с разкази „Моите стари съседи“ (1924, 1929) и други също са посветени на бита на българите от края на XIX и началото на ХХ век и мястото на традиционните ценности в един променящ се свят.
В списъка на литературата, обявена за изземване съгласно ХІІ Постановление на Министерския съвет от 6 октомври 1944 г., е включена книгата му „Град Щип“.
По-известните псевдоними на Завоев са: Прохор Пчински, Петър Сладкодумов, Пиеро, Белоглавов, Дон Педро, Гаврил Лесновски, Макар Чудра, Хаджи Еремия, Онуфрий Бодкин, Отински.

### Съчинения
- Кривата круша, София 1908, 224 с.
- „Писма от Македония. 1908–1916. (Пътни бележки, наблюдения и впечатления)“, София, 1916, 166 с.
- "Моите стари съседи. Разкази", София, 1924, 84 с. (второ допълнено издание, С. 1929, 160 с.)
- Спомен из просветното минало на гр. Щип, Македонски преглед, г. II, 1926, № 4, с. 104–106
- Лена Банджорка (Битов разказ), Македонски преглед, г. III, 1927, № 2, с. 110–120
- Град Щип. Минало и просвета до революционните борби, Македонски преглед, г. III, 1927, № 3, с. 35–66
- Град Щип. Минало и просвета до революционните борби, София 1928, 40 с.
- Завоевъ, Петъръ. Градъ Щипъ.   София, Библиотека българска книга № 14. Министерство на народното просвѣщение, [1943].